# International Au Pair Association
International Au Pair Association (IAPA) är en av de större internationella branschorganisationerna inom au pair-branschen. Den bildades 1994, har huvudkontoret i Amsterdam i Nederländerna, och representerar organisationer inom au pair- och kulturutbytesverksamhet. Medlemsorganisationerna måste möta deras etiska standard och uppförandekoder.
IAPA stöder au pair-programmen och kulturutbytesmöjligheter för unga människor genom att:
- Försvara intressen hos såväl au pair som värdfamilj genom uppförandekoden och riktlinjer
- Uppmuntra till bildandet av nationella au pair-organisationer
- Förse såväl au pair som värdfamilj med information
- Stärka allmän kunskap om behovet att använda etablerade au pair-förmedlingar
- Hjälpa till med utvecklingen av au pair-program i länder det ännu inte finns
- Utse "Årets au pair" för att erkänna skickligt au pair-arbete

IAPA  har varit med och bildat World Youth Student (WYS) och World Educational Travel Confederation (WYSE)

## Årets au pair
IAPA utdelar årligen priset "Årets au pair".